# Kloster Porta Coeli

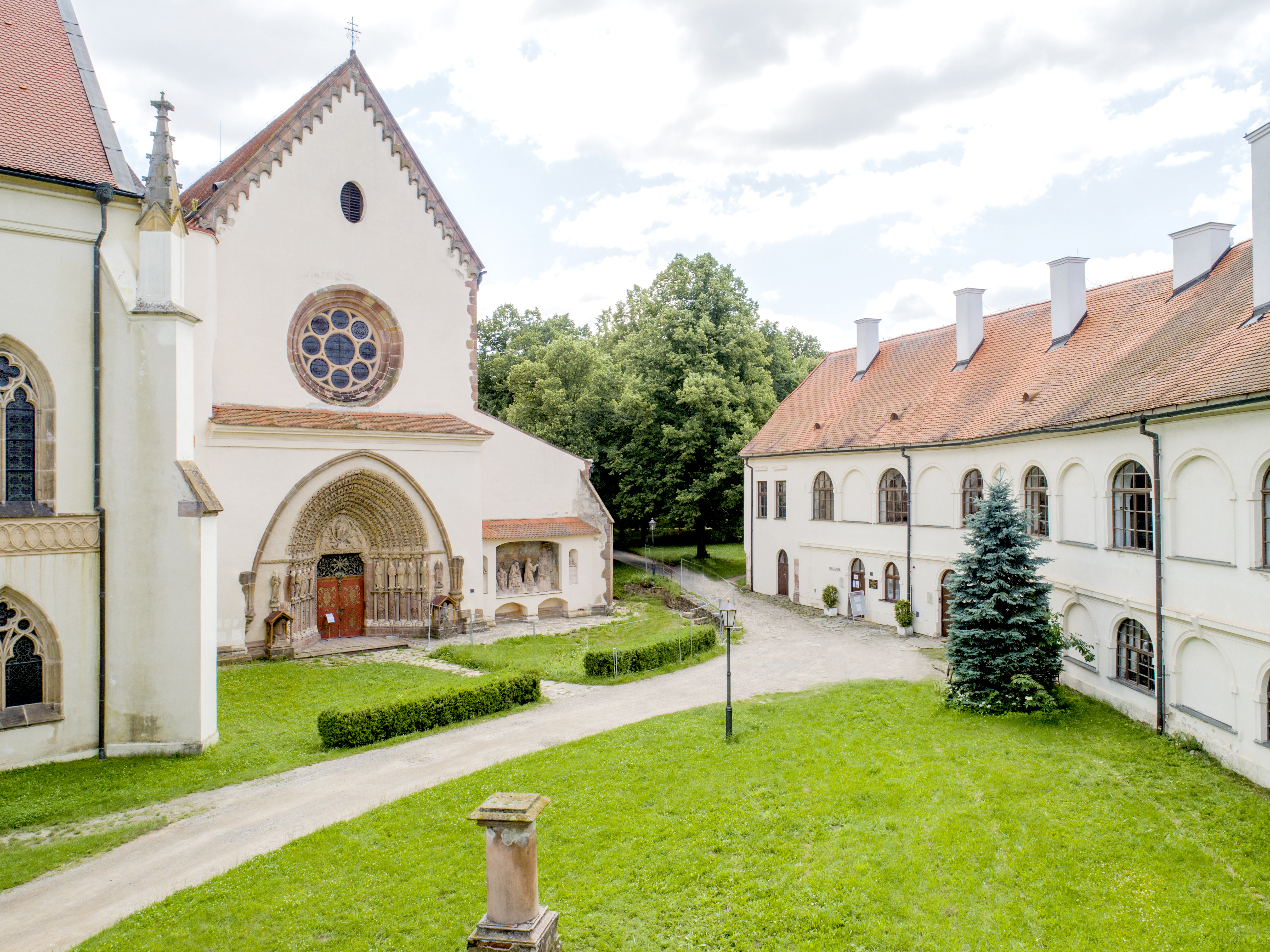
Hauptfassade

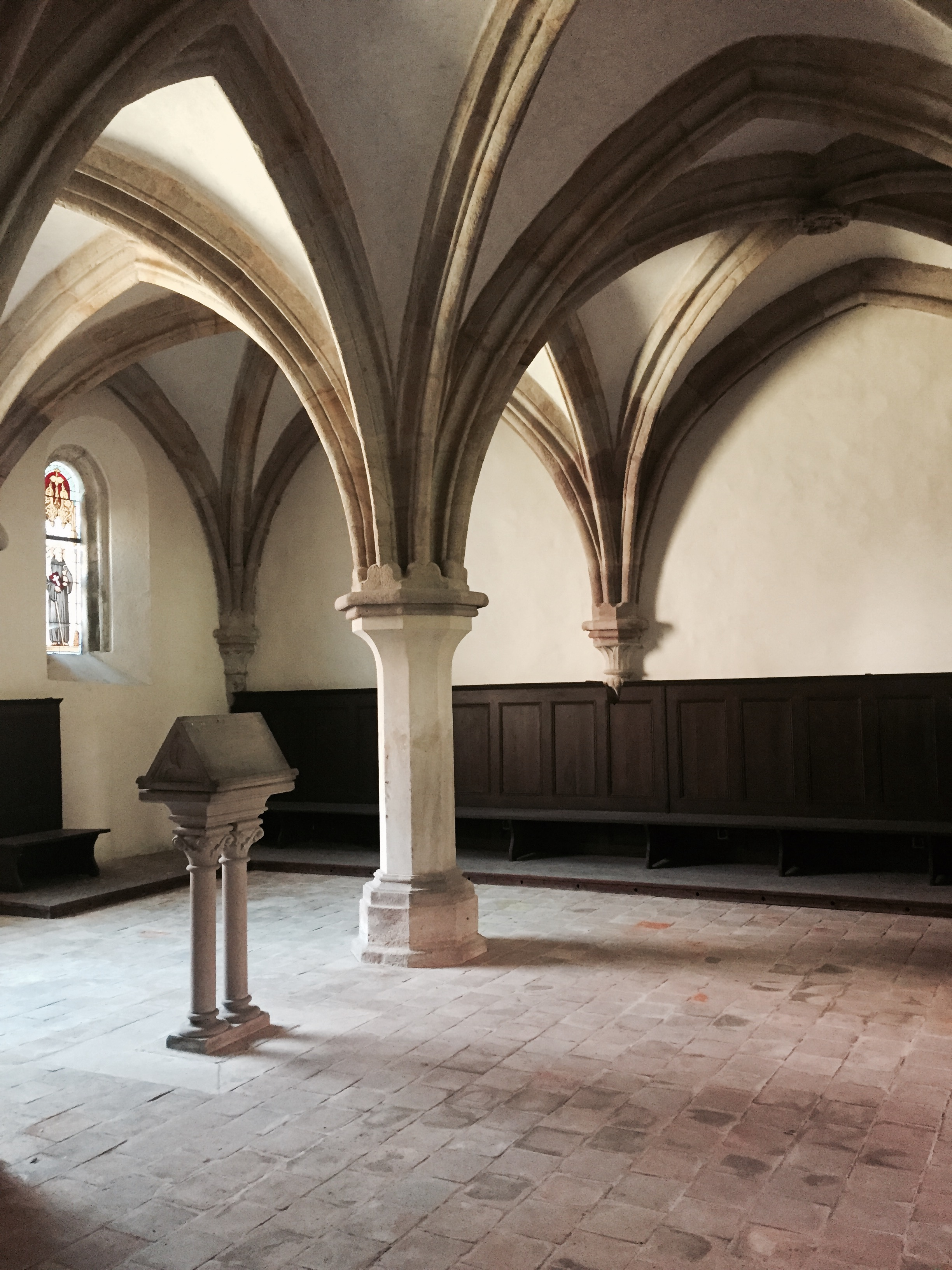
Kapitelraum

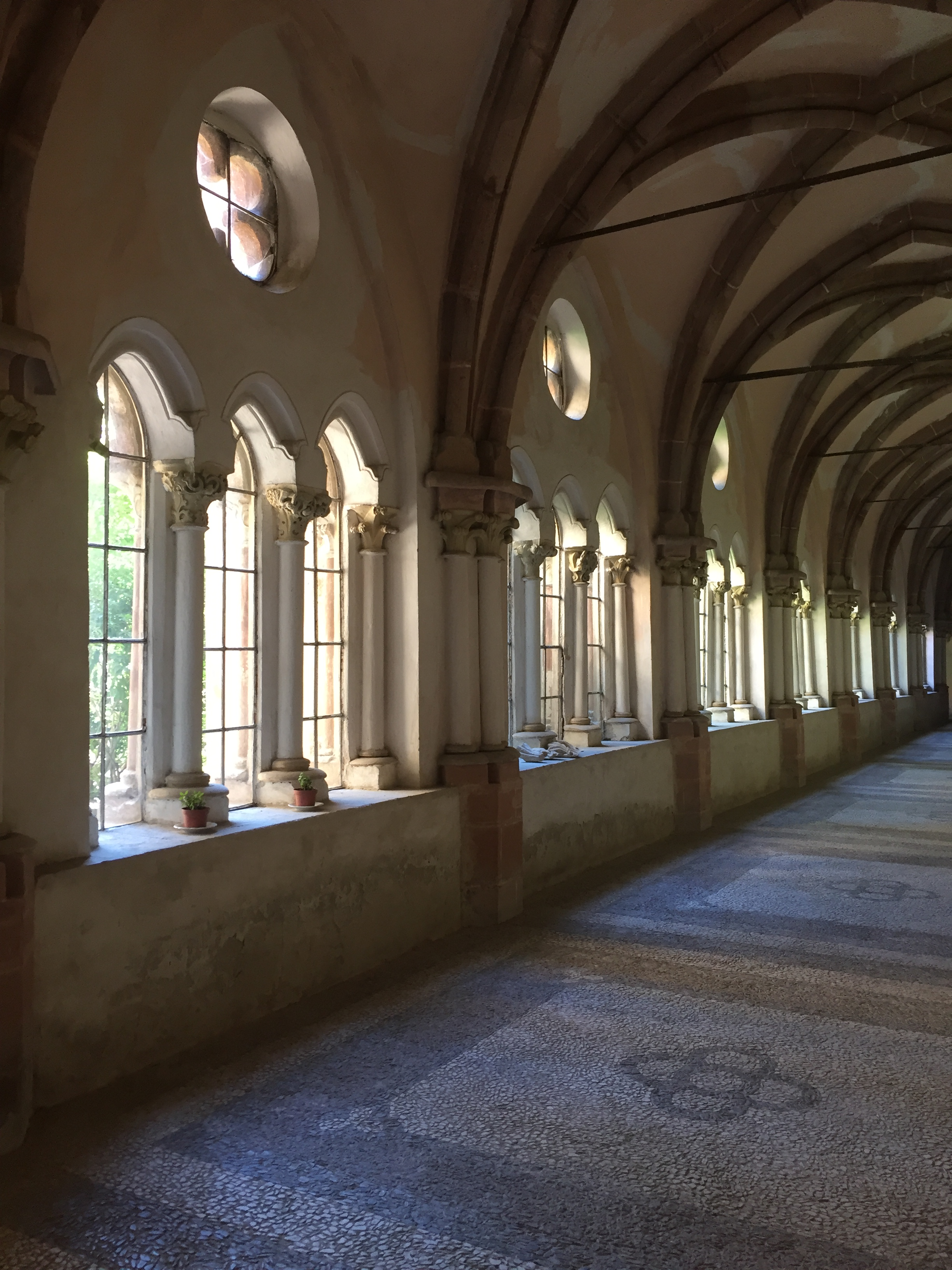
Kreuzgang

Das Kloster Porta Coeli (tschechisch Klášter Předklášteří; deutsch Kloster Himmelspforte) ist eine Zisterzienserinnen-Abtei in Předklášteří im Okres Brno-venkov in Tschechien. Es liegt 25 Kilometer nordwestlich von Brünn.

## Geschichte
1233 schenkte Markgraf Přemysl seiner verwitweten Mutter Konstanze Ländereien bei Tišnov. Sie gründete dort das Zisterzienserinnenkloster Porta Coeli. Die im romanisch-gotischen Übergangsstil errichtete Klosterkirche wurde vor 1239 zu Ehren Mariä Himmelfahrt geweiht. In das Querschiff der dreischiffigen Basilika münden fünfseitige Kapellen. Der Klosterbau im burgundischer Baustil entspricht der frühgotischen Baukunst der Zisterzienser.
Während der Hussitenkriege wurde das Kloster zerstört und die Herren von Lomnitz rissen einen Teil des Klosterbesitzes an sich. In den Jahren 1436–1465 erfolgte unter der Äbtissin Elisabeth (Alžběta IV.) die Neuerrichtung des Klosters. Sie beschwerte sich 1447 beim mährischen Landeshauptmann Heinrich von Leipa über Jan von Lomnitz und forderte eine Entschädigung für die Nutznießung der Dörfer Běleč, Brumov und Ochoz. 1459 erhielt das Kloster schließlich durch den neuen König Georg von Podiebrad sämtliche Güter und alten Rechte wieder zugesprochen. Äbtissin Katharina von Šerkovice klagte 1464 auf Herausgabe der klösterlichen Güter und Höfe Šerkovice und Tišnov gegen Markvart von Lomnitz, der außerdem noch immer die Dörfer Běleč, Ochoz und Žďár sowie die Wälder Míchovec und Žďárna als unrechtmäßigen Besitz hielt. Nach einer erneuten Klage wurde Markvart von Lomnitz 1480 zur Rückgabe der Dörfer einschließlich Brumov verurteilt. Der Stadt Tišnov erteilte Äbtissin Barbara Konická von Schwabenitz 1554 zahlreiche Privilegien, die ihre Entwicklung förderten.
Im Böhmisch-pfälzischen Krieg wurde das Kloster 1619 durch die Aufständischen aufgehoben. Der Konvent flüchtete auf die Burg Pernstein, wohin auch die meisten Wertgegenstände rechtzeitig in Sicherheit gebracht werden konnten. Im Garten vergruben die Zisterzienserinnen ihre Münzvorräte. 1624 starb die Äbtissin Kunhuta von Komošan auf Pernstein. Nachdem zu Beginn des Jahres 1625 die Lage wieder etwas sicherer geworden war, kehrten zehn Schwestern in das verlassene Kloster zurück und wählten am 11. Jänner Anna Skřimišská von Pilsenburg zur neuen Äbtissin. In den nachfolgenden Jahren wurde der größte Teil der Klostergebäude neu errichtet. Nach der Schlacht von Schweidnitz rückten 1642 die Schweden nach Mähren ein. Am 17. Juni 1642 überfielen sie das Kloster und plünderten es aus. Als der Propst Arnold Weißkopp aus Znaim nach Porta Coeli zurückkehrte, wurde er bei Svatoslava überfallen und erschossen. Nach dem Abzug der Schweden kehrten die Schwestern zurück. 1653 wurde Ursula Gams zur Nachfolgerin der verstorbenen Äbtissin Anna Skřimišská gewählt. Sie ließ 1655 das Spital errichten, das zugleich als Armen- und Krankenhaus diente. Um 1748 erfolgten unter der Äbtissin Božena Sázavská Rekonstruktionsmaßnahmen. Im Jahr darauf erweiterte das Kloster seinen Besitz und kaufte von Armand Graf Serényi jeweils fünf Wirtschaftsgebäude in Brumov und Bukovice sowie zwei in Unín auf. Der Besitz in Výmyslice wurde 1749 verkauft.
Nach der Errichtung des Bistums Brünn wurde das Kloster 1777 unter das Patronat der Brünner Kathedrale St. Peter und Paul gestellt.
Am 2. März 1782 wurde das Kloster im Zuge der Josephinischen Reformen durch Kaiser Joseph II. aufgehoben. Die damals 45 Schwestern und sieben Novizinnen verließen das Kloster am 19. März 1782 auf Anordnung des Landeskommissars Johann Hausperg von Fanal auf Rossitz (Jan Ausperský z Fanálů). Letzte Äbtissin war Sapiencia Lojková von Nětek, sie zog nach Labské Týnice und verstarb dort.
Der klösterliche Besitz umfasste zu dieser Zeit die Stadt Tišnov und die Dörfer Aujezd, Bosonohy, Borač, Březina, Dolní Loučky, Drahonín, Drásov, Hájek, Hradčany, Jamné, Jilmoví, Komín, Německé Kynice, Horní Loučky, Lomnička, Lubný, Nová Ves, Olší, Ochoz, Rohozec, Řikonín, Šerkovice, Skeje, Štěpánovice, Střemchoví, Svatoslava, Víska, Vratislávka, Všechovice, Předklášteří, Zahrada und Železný. Der Grundbesitz von 92 35/64 Huben wurde auf 286.609 Gulden und 15 Kreuzer geschätzt.
Die Klosterkirche wurde dem Religionsfonds übergeben und zur Pfarrkirche von Předklášteří und Štěpánovice bestimmt. In den Klostergebäuden errichtete Wilhelm Mundy eine Textilmanufaktur mit 200 Beschäftigten. 1798 erfolgte der erbliche Verkauf der Herrschaft Porta Coeli für 15.302 Gulden 253/4 Kreuzer an Wilhelm von Mundy. Dessen Sohn Johann von Mundy gliederte zunächst Komín, Bosonohy und Německé Kynice aus der Herrschaft aus und schlug die Dörfer der nähergelegenen Herrschaft Eichhorn zu. 1816 stellte die Textilfabrik den Betrieb ein. Ein Teil der Klostergebäude wurde daraufhin zu Wohnungen umgebaut; im anderen Teil entstand eine Baumwollfarberei für Türkischrotfärbung. 1821 verkaufte Johann von Mundy die Herrschaft Porta Coeli für 200.000 Gulden an Friedrich Freiherr von Vittinghoff gen. Schell zu Schellenberg (1786–1849). 1830 fand der Tišnover Bürger Voš in seinem Garten eine vergrabene eisenbeschlagene Kiste mit 30 bis 40 Pfund Silber- und Goldmünzen aus dem Jahre 1619.
Das Oberlausitzer Zisterzienserinnenkloster St. Marienthal erwarb 1861 den Klosterbesitz samt der zugehörigen Herrschaft für 180.000 Gulden zurück mit dem Ziel, das Kloster seinem ursprünglichen Zweck zurückzuführen. Während dieser Zeit war ein Teil des ehemaligen Klosters als Zuckerfabrik vermietet. Nach fast 40-jährigen Verhandlungen wurde das Kloster neugegründet. Das Marienthaler Kloster errichtete eine neue Konventkirche, die am 19. Mai 1901 vom Brünner Bischof Franziskus von Sales Bauer eingeweiht wurde. Im selben Jahr wurde das Kloster mit Marienthaler Schwestern besiedelt. Im Dezember 1902 stimmte die k. k. Zentral-Kommission für Erforschung und Erhaltung Kunst- und Historischer Denkmale der Rekonstruktion des bisher als Zuckerfabrik vermieteten Teiles des Klosters Porta Coeli zu. Das Gebäude sollte seiner ursprünglichen Bestimmung übergeben werden, wobei sich die Rekonstruktion auf die Erneuerung schadhafter Mauern, Fußböden, Türen und Fenster sowie die Einrichtung einer Beheizungsanlage beschränken sollte.
Fünf der Schwestern verließen 1920 das Kloster Porta Coeli und gründeten das gleichnamige Kloster im dänischen Allerslev, aus dem 1961 die spätere Zisterzienserinnenabtei Sostrup hervorging.
Nach dem Februarumsturz 1948 und die Machtübernahme durch die Kommunisten wurde das Kloster Porta Coeli 1950 geschlossen und der Konvent aufgelöst. Nach der Samtene Revolution von 1989 wurde der Konvent erneuert und im Jahre 2001 das hundertjährige Jubiläum der Wiederbegründung des Klosters gefeiert. Bis zu ihrem Übertritt zur Mehrerauer Kongregation (Congregatio Augiensis) gehörte Porta Coeli zu der 1923 errichteten Böhmischen Zisterzienserkongregation vom Reinsten Herzen Mariens (Congregatio Purissimi Cordis B.M.V.).
Die Stifter des Klosters, Königinwitwe Konstanze und ihr Sohn Přemysl, fanden in der Klosterkirche ihre letzte Ruhestätte.
Der Asteroid des äußeren Hauptgürtels (3276) Porta Coeli wurde nach dem Kloster benannt.

## Galerie

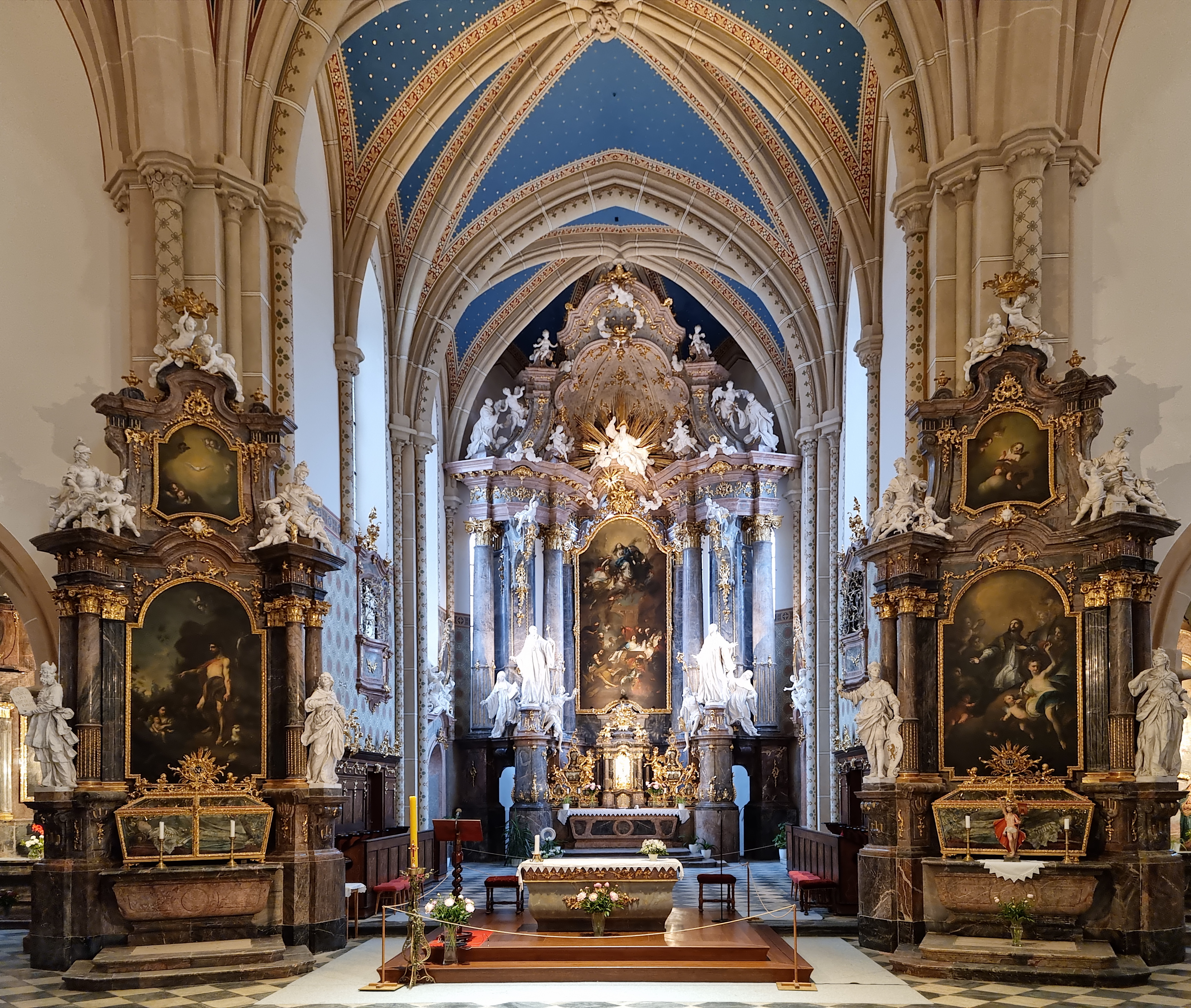
Innenraum mit Hauptaltar
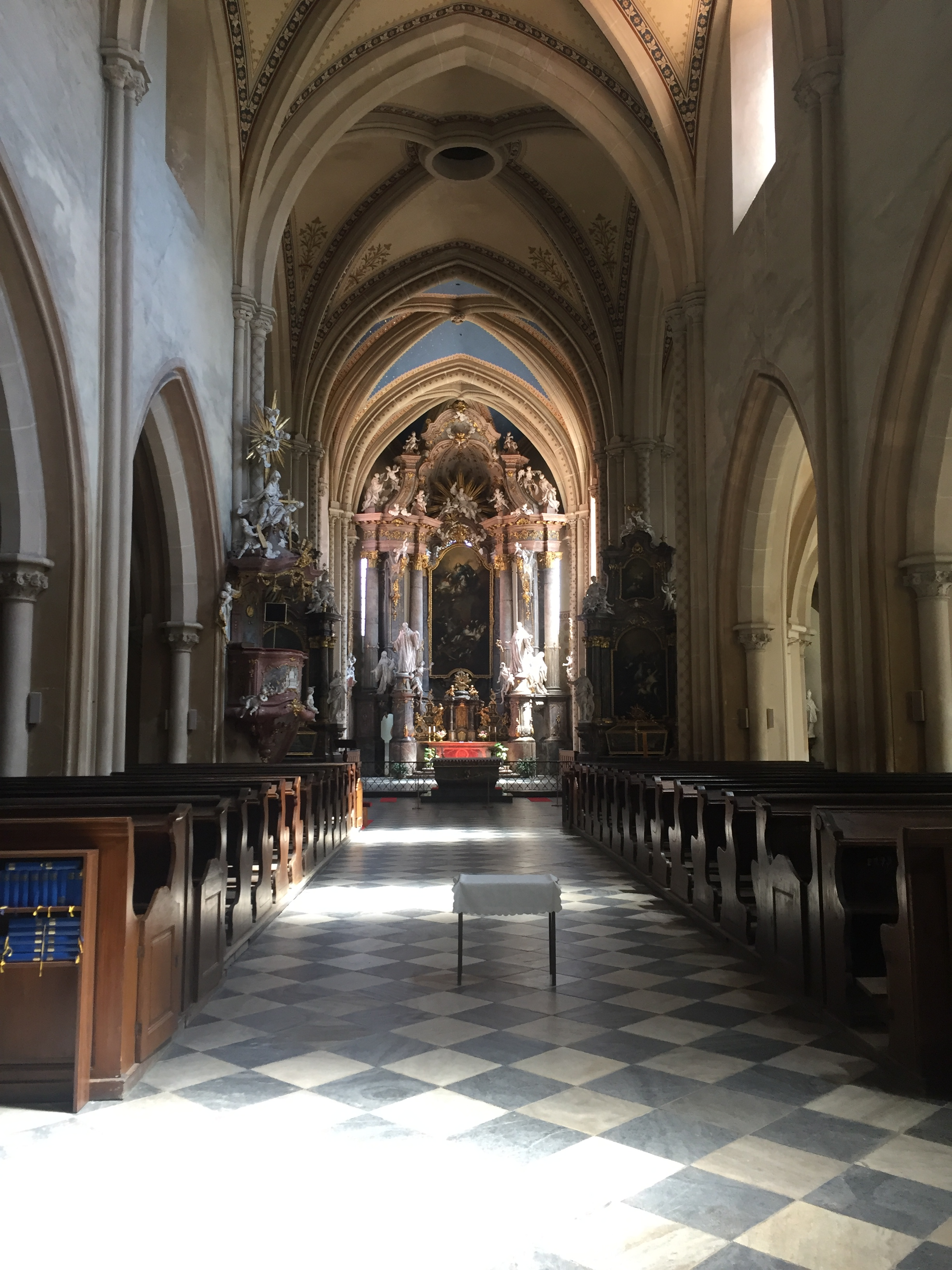
Hauptschiff
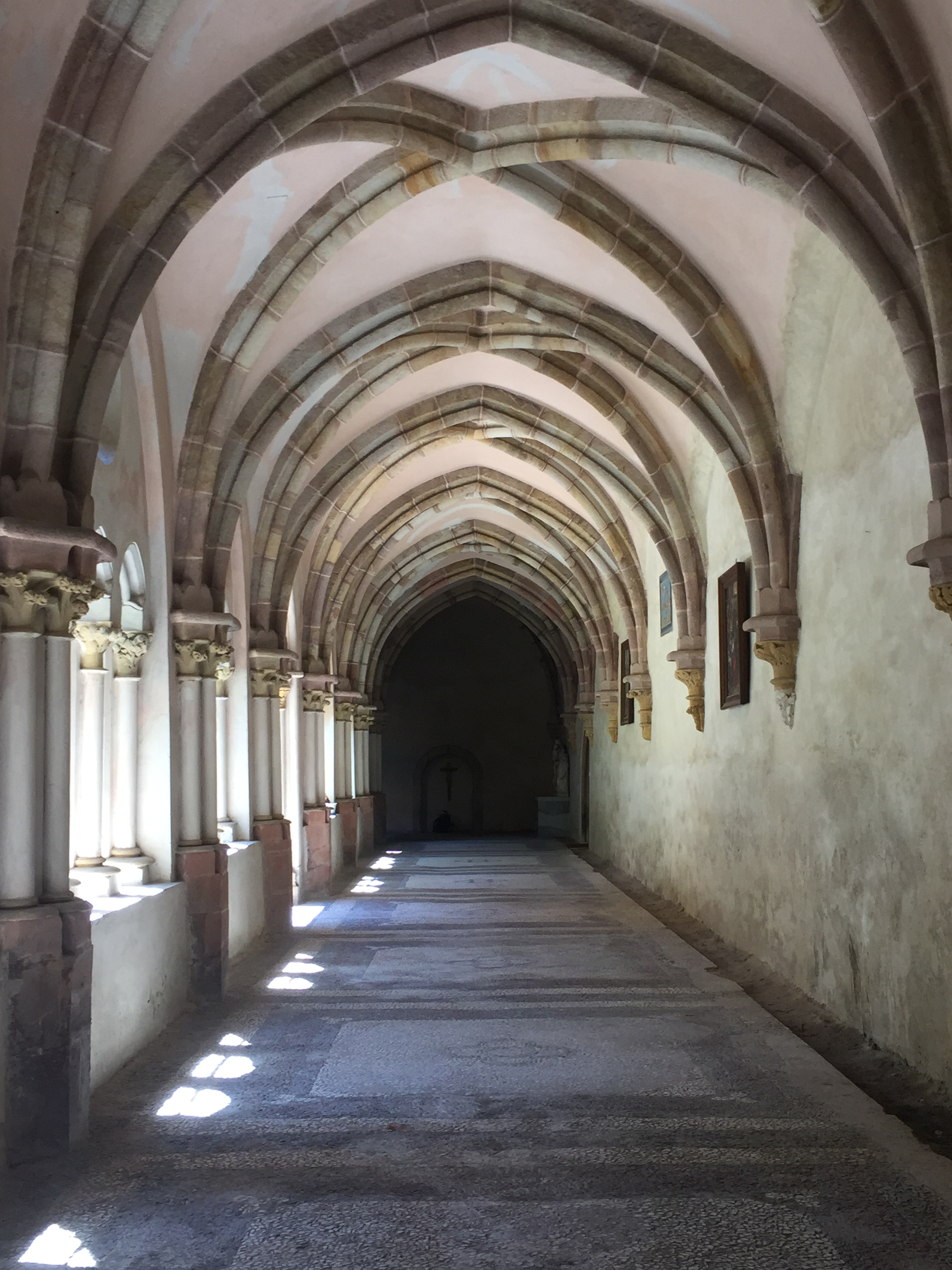
Kreuzgang
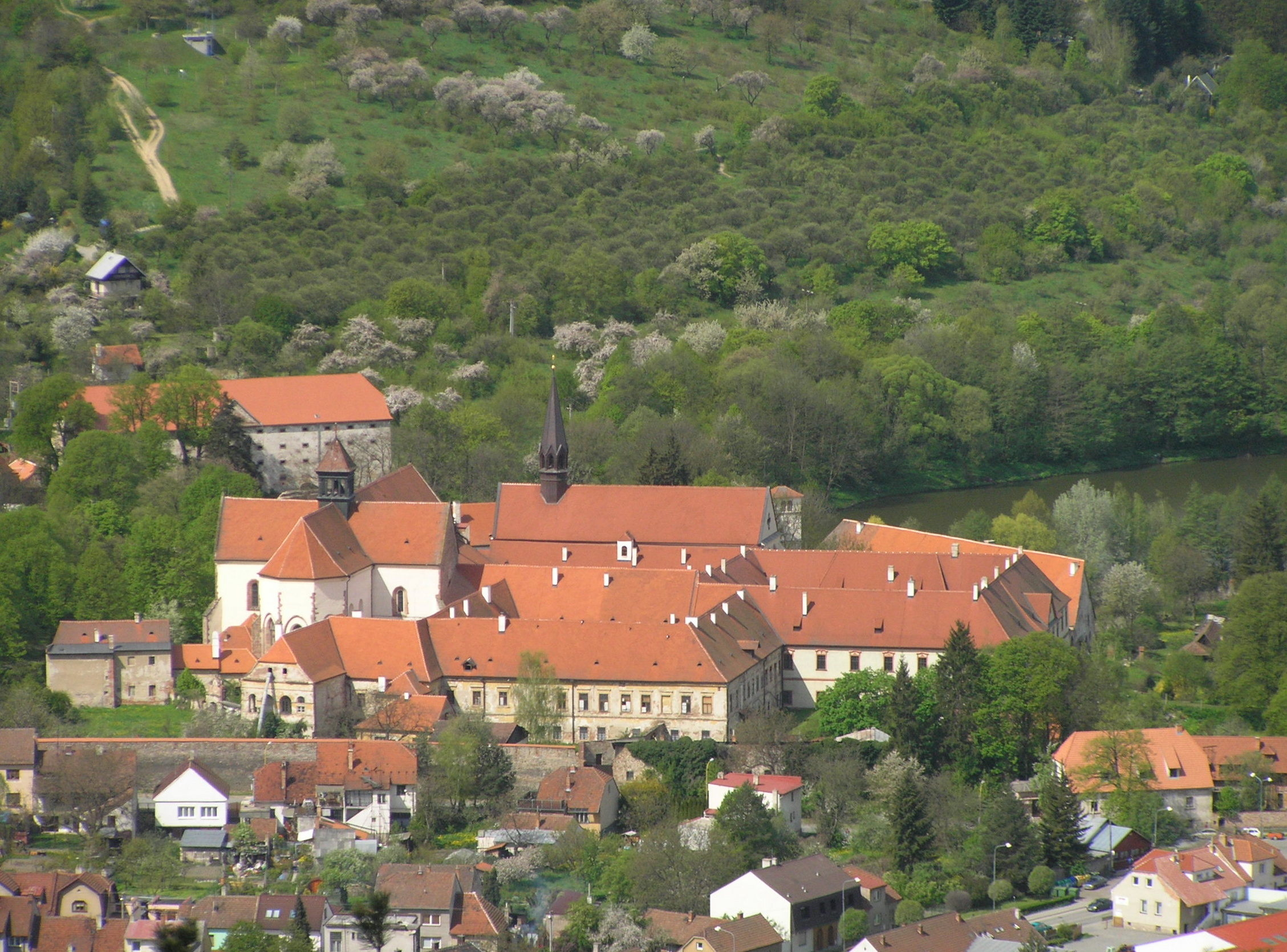
Luftbild
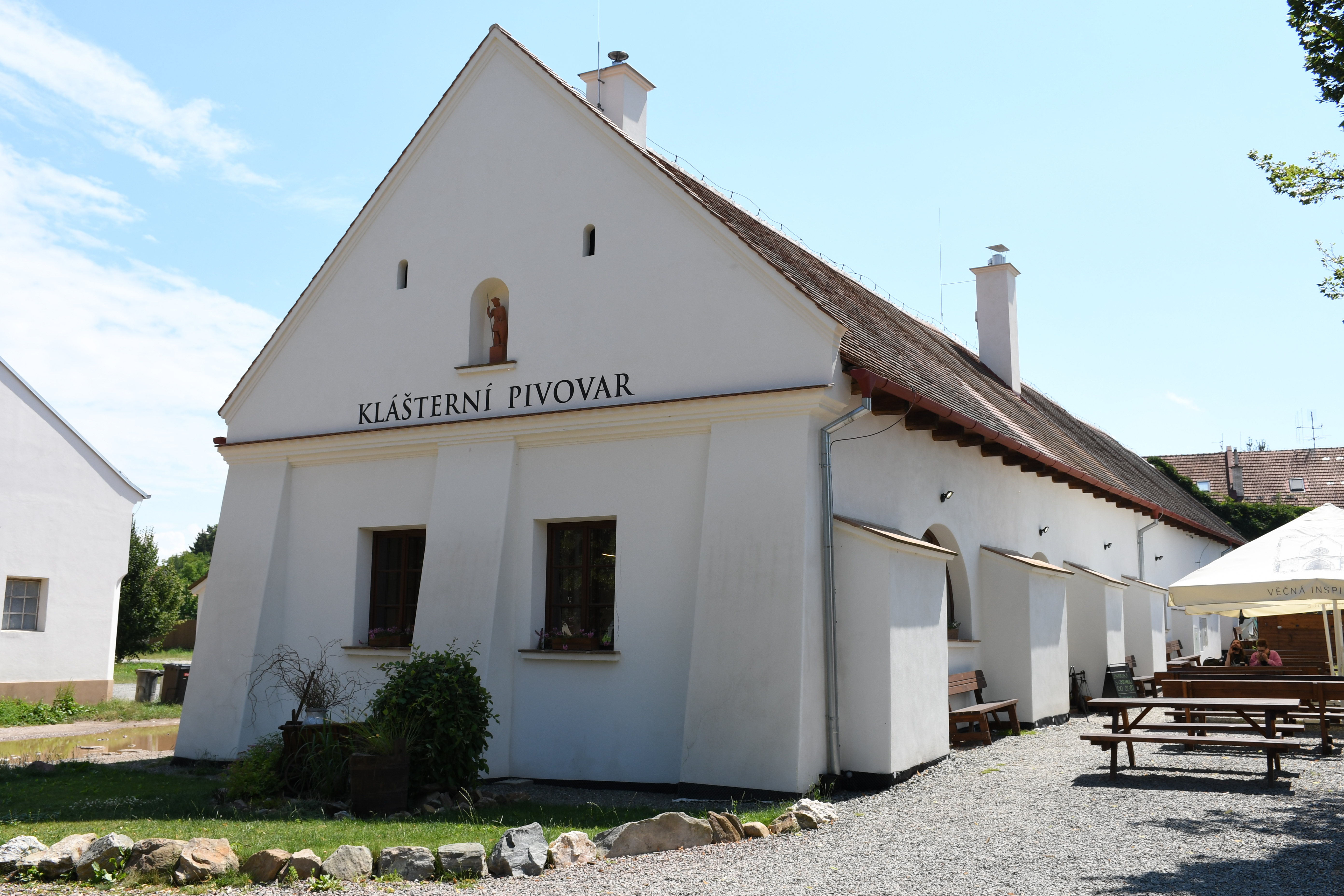
Kloster Brau
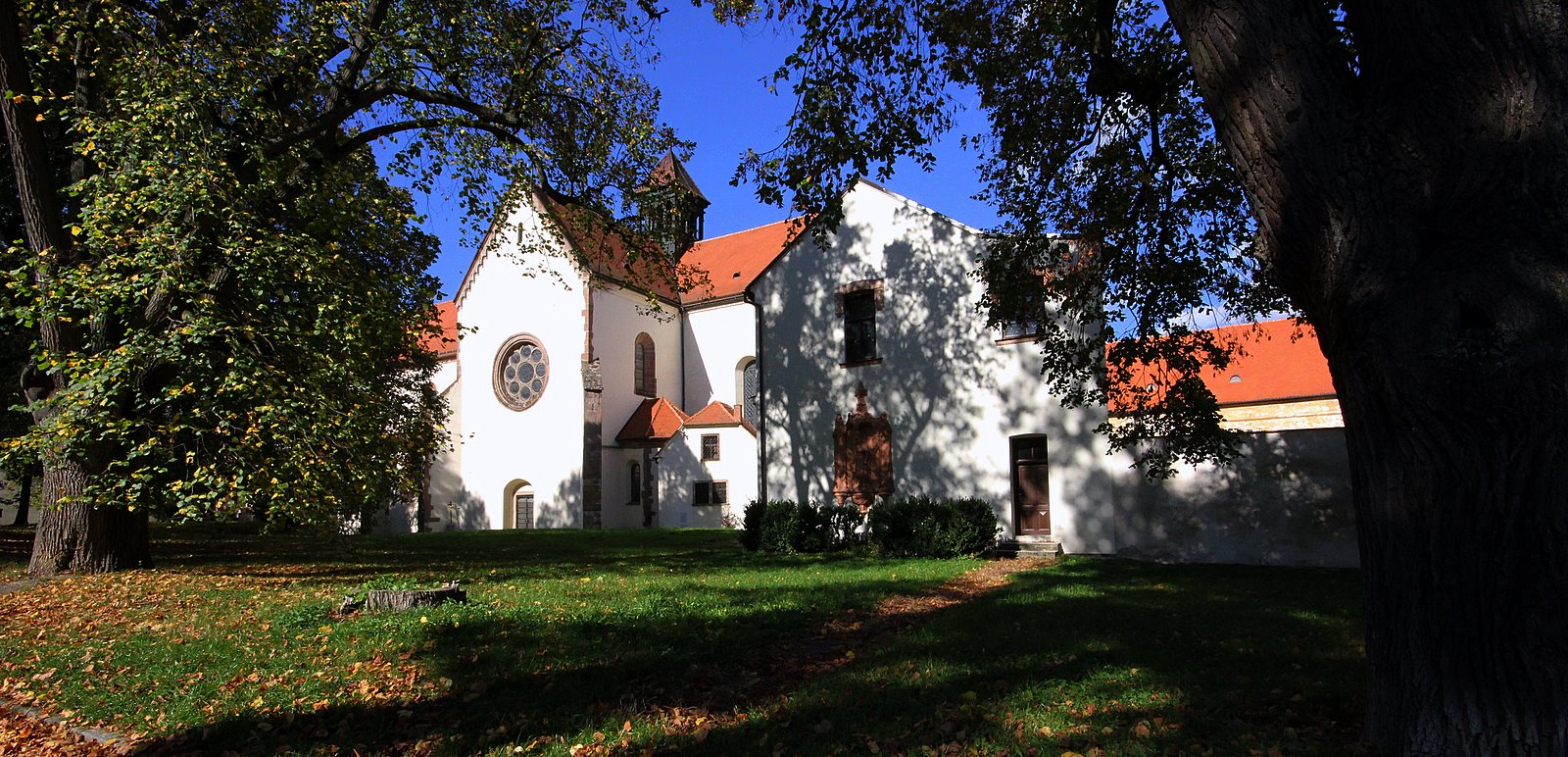
Kirche-Hauptkörper
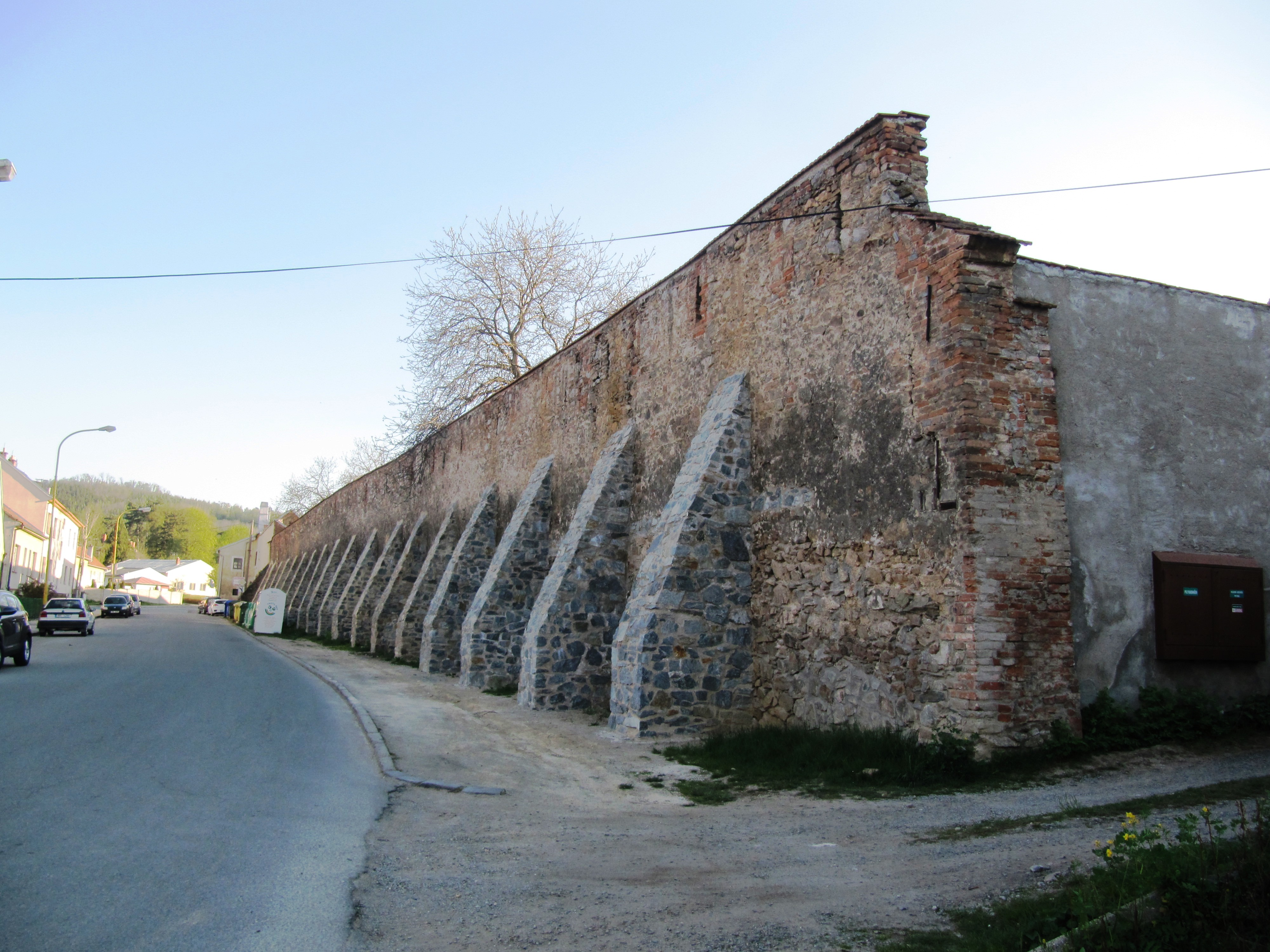
Ausserne Maur (mittelalterliche)